# Marais et zones humides liés à l'étang de Berre
Marais et zones humides liés à l'étang de Berre este o arie protejată (sit de importanță comunitară — SCI) din Franța întinsă pe o suprafață de 1.559,93 ha, integral pe uscat.

## Localizare
Centrul sitului Marais et zones humides liés à l'étang de Berre este situat la coordonatele 43°24′47″N 5°10′12″E / 43.41306°N 5.17°E.

## Înființare
Situl Marais et zones humides liés à l'étang de Berre a fost declarat arie specială de conservare în baza directivei 92/43 din 1992 referitoare la conservarea habitatelor naturale și a faunei și florei sălbatice pentru a proteja 14 specii de animale.

## Biodiversitate
Situată în ecoregiunea mediteraneană, aria protejată conține 21 de habitate naturale: Salicornia și alte specii anuale care populează regiunile mlăștinoase și nisipoase, Pășuni mediteraneene udate de apa mării (Juncetalia maritimi), Stepe sărăturate mediteraneene (Limonietalia), Pajiști umede mediteraneene cu ierburi înalte de Molinio-Holoschoenion, Galerii de Salix alba și de Populus alba, Golfuri mici largi și golfuri puțin adânci, Galerii și tufărișuri riverane sudice (Nerio-Tamaricetea și Securinegion tinctoriae), Păduri de Quercus ilex și Quercus rotundifolia, Dune mobile cu vegetație embrionară, Dune mobile de-a lungul țărmului cu Ammophila arenaria („dune albe”), Dune de pe litoral fixate cu Crucianellion maritimae, Lacuri eutrofice naturale cu vegetație de tip Magnopotamion sau Hydrocharition, Iazuri temporare mediteraneene, Pseudostepă cu ierburi și specii anuale de Thero-Brachypodietea, Mlaștini calcaroase cu Cladium mariscus și specii de Caricion davallianae, Pante stâncoase calcaroase cu vegetație casmofită, Vegetație anuală la limita mareei, Ape puternic oligomezotrofe cu vegetație bentonică cu Chara spp., Fânețe de joasă altitudine (Alopecurus pratensis, Sanguisorba officinalis), Tufărișuri halofile mediteraneene și termo-atlantice (Sarcocornetea fruticosi), Lagune de coastă.
La baza desemnării sitului se află mai multe specii protejate:
- mamifere (7): liliac cu aripi lungi (Miniopterus schreibersii), liliac cu urechi de șoarece (Myotis blythii), liliac cu picioare lungi (Myotis capaccinii), liliac cărămiziu (Myotis emarginatus), liliac comun (Myotis myotis), liliacul mare cu potcoavă (Rhinolophus ferrumequinum), liliacul mic cu potcoavă (Rhinolophus hipposideros)
- nevertebrate (4): Coenagrion mercuriale, Euplagia quadripunctaria, rădașcă (Lucanus cervus), Oxygastra curtisii
- pești (2): Parachondrostoma toxostoma, clean dungat (Telestes souffia)
- reptile (1): țestoasa de baltă (Emys orbicularis)

Pe lângă speciile protejate, pe teritoriul sitului au mai fost identificate 1 specie de păsări.